# Barraca del camí del Mas Roig IV
La Barraca del camí del Mas Roig IV és una obra del Pla de Santa Maria (Alt Camp) inclosa a l'Inventari del Patrimoni Arquitectònic de Catalunya.

## Descripció
És una barraca de planta circular, orientada al nord-est i aixecada a tocar d'un desguàs natural que passa pel davant mateix del portal. Dels seus laterals arrenquen sengles marges en força mal estat. La coberta és de pedruscall i el portal és capçat amb una llinda i arc de descàrrega.
La barraca és coberta amb falsa cúpula tapada amb una llosa, amb una alçada màxima de 2'80m. A l'interior hi ha un pedrís que podria haver servit de menjadora i un cocó. La cambra és circular amb un diàmetre de 3'705m.